# Austrimunna antarctica
Austrimunna antarctica là một loài chân đều trong họ Paramunnidae. Loài này được Richardson miêu tả khoa học năm 1906.